# The Boundary Rider
The Boundary River è un film muto del 1914 diretto e prodotto da Leopold Wharton e Theodore Wharton. Il film venne interpretato da William Bailey.

## Produzione
Il film fu girato negli studi della casa di produzione Wharton che si trovavano a Ithaca, nello stato di New York,

## Distribuzione
Distribuito in sala nell'agosto del 1914 dall'Eclectic Film Company.